# Willem Dumon
Willem Dumon (Geffen, 7 oktober 1770 - Oldemarkt, 4 oktober 1828) was een Nederlandse bestuurder.

## Leven en werk
Dumon was een zoon van Jan Willem Dumon. Hij vestigde zich vanuit Noord-Brabant in het Overijsselse Oldemarkt. Hij trouwde met Jantjen Ruurds van der Werf (1787-1860). Dumon was pander, ijker, notaris en vanaf 1811 adjunct-maire in Oldemarkt. In 1812 volgde hij Joost Christiaan Evers op als burgemeester. Hij overleed in 1828 op 57-jarige leeftijd en werd opgevolgd door zijn schoonzoon Klaas Koning. 